# Kristen Nygaard (computerpionier)

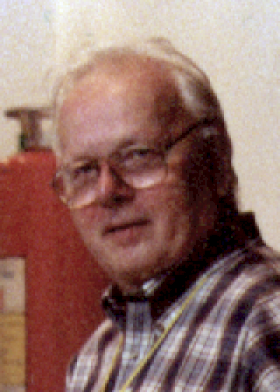
Kristen Nygaard

Kristen Nygaard (Oslo, 27 augustus 1926 – aldaar, 10 augustus 2002) was een Noorse informaticus en politicus.
Kristen Nygaard werd samen met zijn collega Ole-Johan Dahl bekend door de uitvinding van het objectgeoriënteerd programmeren. In 2001 werden zij hiervoor onderscheiden met de Turing Award.